# 保利 (印地安納州)
保利（英語：Paoli）是一個位於美國印地安納州奧蘭治縣的城市。根據2010年美國人口普查，該地人口為3677人，而該地的面積約為9.73平方千米。同時該地也是奧蘭治縣的縣治。

## 地理
保利的座標為38°33′28″N 86°28′09″W / 38.55778°N 86.46917°W，而該地的平均海拔高度為190米（即623英尺）。